# پوک شوفوس
پوک شوفوس (انگلیسی: Puk Schaufuss؛ زادهٔ ۱۵ سپتامبر ۱۹۴۳) بازیگر اهل دانمارک است.